# Gauss
De gauss is een verouderde maar in enkele vakgebieden nog steeds gebruikelijke eenheid van magnetische fluxdichtheid, afkomstig uit het cgs-systeem.
1 G (gauss) = 10−4 tesla (0,0001 T)
De gauss is genoemd naar de Duitse geodeet, wiskundige en fysicus Carl Friedrich Gauss.